# Пудоро (озеро)
Пудоро — озеро в Вышневолоцком городском округе Тверской области России, принадлежит бассейну Мсты. Исток Пуйги.
Площадь озера Пудоро 8,2 км², длина 8,7 км, ширина до 1,52 км. Высота над уровнем моря — 158 метра, наибольшая глубина — 4,1 метра.
Озеро имеет вытянутую с северо-запада на юго-восток форму. В центральной части в озеро вдаётся полуостров, разделяющий озеро на две части. Берега низменные, местами и сильно заболоченные; заросшие тростником. На северном и южном берегу озера несколько деревень. Происхождение озера ложбинное.
В озеро впадает несколько ручьев и проток из соседних озёр Волково (находится к юго-востоку от Пудоро) и Ящино (к югу). Из северной части озера вытекает река Пуйга, впадающая в озеро Тишидра.
Код водного объекта в государственном водном реестре — 01040200221402000021045.